# Natt och Dag

„Natt och Dag“-Wappen des nach dessen Farbensymbolik benannten ritterlichen Geschlechts

Natt och Dag (deutsch: Nacht und Tag) ist der Familienname einer freiherrlichen Familie des schwedischen Uradels.

## Herkunft des Namens

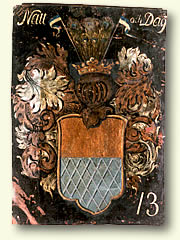
Familienwappen (1625) im Riddarhuset in Stockholm

Das aus Östergötland stammende Rittergeschlecht ist für das Jahr 1280 erstmals urkundlich belegt. Der Sage nach hat es aber noch weiter bis um 1030 zurückreichende Wurzeln. Wie bei den anderen Familien des schwedischen Uradels macht kein Namenszusatz die Zugehörigkeit zum Adel deutlich. Auch der Nachname Natt och Dag diente zunächst nur zur Kennzeichnung des Geschlechts als Familienverband. Aufgrund der in Skandinavien üblichen Namensbildung durch Patronyme und Matronyme kam die Nachnamennutzung Natt och Dag erst im 18. Jahrhundert auf. Die älteren Vorfahren werden daher in der Literatur oftmals nur durch den in Klammern gestellten Zusatz (Natt och Dag) gekennzeichnet. Der Name selbst wird auf das Wappen der Familie zurückgeführt, auf das taghelle, goldene Feld über dem unteren in Nachtblau. 
Ein Sohn des Reichsrats Bo Stensson († zwischen 1469 und 1477) aus der Natt och Dag-Sippe, war Niels Bosson Sture (1426–1494), Gefolgsmann von König Karl VIII. Bonde. Niels Bosson nahm den Namen seiner Mutter Katarina Svensdotter Sture aus der Familie Sture (mit der Spitze im Wappen) an, behielt aber das eigene Natt och Dag-Wappen. Die von ihm begründete Linie wird als „die jüngeren Sture“ bezeichnet. Er heiratete Sigrid Bonde, eine Cousine von König Karl VIII. Sein Sohn war der Reichsverweser Svante Sture. Zu dessen Zeit und zur Zeit von dessen Sohn, dem Reichsverweser Sten Sture dem Jüngeren, wurde das Wappen der Familie Natt och Dag auf die schwedischen Münzen geprägt.

## Bekannte Familienmitglieder

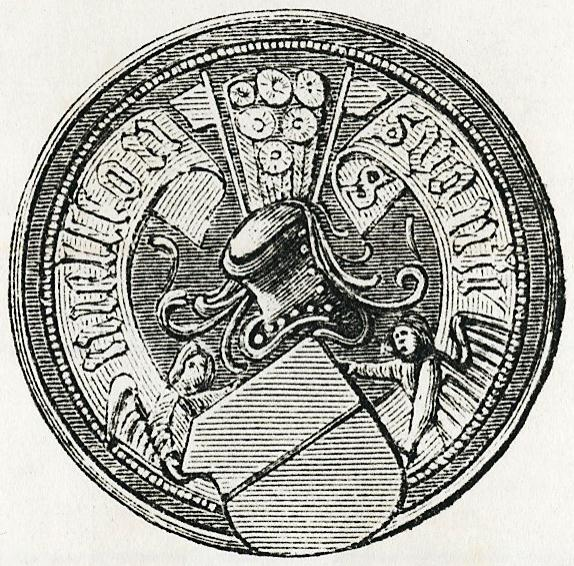
Siegel Svante Nilssons

- Svante Sture (auch: Svante Nilsson, * um 1460; † 1512), schwedischer General und Reichsverweser.
- Sten Sture der Jüngere (Sten Svantesson Sture; * 1493; † 3. Februar 1520), schwedischer Ritter, von 1512 bis zu seinem Tod Reichsverweser Schwedens.
- Svante Stensson Sture (1517–1567), schwedischer Staatsmann
- Frederick Franks (1794–1865), Porträt- und Landschaftsmaler, Bildhauer und Museumsbesitzer in den Vereinigten Staaten
- Niklas Natt och Dag (* 1979), Autor und Journalist